# 진동수

진동수 애니메이션

진동수(振動數, frequency)는 주기적인 현상이 단위시간 동안 몇 번 일어났는지를 뜻하는 말이다. SI단위로는 헤르츠(Hz)를 쓴다. 1 Hz는 1초에 1번 주기적인 현상이 일어나는 것이고, 2 Hz는 1초에 2번 주기적인 현상이 일어나는 것이다. 헤르츠 외 다른 단위로는, rpm(revolutions per minute), rad/s(radians per second), BPM(beats per minute), APM(Actions Per Minute) 등이 있다.
주파수(周波數)는 라디오나 텔레비전 방송 전파신호와 같이, 변조된 신호가 실리는 주(周) 진동수라는 뜻이다.

## 파동의 진동수
소리, 전자기파, 전기신호 등의 진동을 측정할 때, 헤르츠는 같은 모양의 파동이 1초에 몇번 반복되는지를 나타낸다. 소리의 경우에는 음의 높이를 진동수라고 할 수 있다. 진동수는 파장과 역수의 관계가 있다. 주파수{\displaystyle f}는 파동의 진행속도 {\displaystyle v}를 파장 {\displaystyle \lambda }로 나눈 것이다.
{\displaystyle f={\frac {v}{\lambda }}}
파동이 다른 매질로 옮겨갈 때, 진동수는 변하지 않는다. 이때는 파동의 진행속도와 파장이 변하는 것이다.
예를 들어 풀어보면 주기 {\displaystyle (T)={1 \over F}}(진동수{\displaystyle =Hz})의 공식을 숙지하고 진동수가 {\displaystyle 10MHz} 표기 된 경우라면 , {\displaystyle T=1/10MHz}, 이를 {\displaystyle Hz}로 바꿔 계산하면, {\displaystyle T={1 \over 10e6Hz}}가 되며 {\displaystyle 1/10e6}을 하면 {\displaystyle 1.0000e-07[sec]}가 나오게 된다.

## 응용
- 교류 전류: 교류는 전압 또는 전류의 크기가 일정한 주기와 크기로 변하는 전류이다. 한국, 미국, 서일본에서는 60 Hz, 동일본, 유럽에서는 50 Hz를 사용한다. 전동기 등에는 진동수가 다르면 고장의 원인이 되므로 유의한다.
- 라디오: 특정 진동수의 전파에 신호를 동조시키며, 공명을 통해 특정 진동수의 신호만 복조된다. FM은 88-108 MHz, AM은 535-1605 KHz의 진동수 대역을 쓴다. 기타 TV방송이나 무선 신호에 대한 항목은 전파를 참조.
- 소리의 높이는 진동수에 의해 결정된다. 진동수가 높으면 높은 소리가 난다. 사람이 들을 수 있는 진동수(가청 진동수)는 대략 20~20000 Hz이다.

## 같이 보기
- 저주파
- 대역폭 (신호 처리)
- 푸리에 해석
- 주파수 영역
- 도수 분포
- 주파수 변조
- 분홍색 잡음
- 무선주파수
- 분산 스펙트럼
- 업샘플링